# Frank Walbank

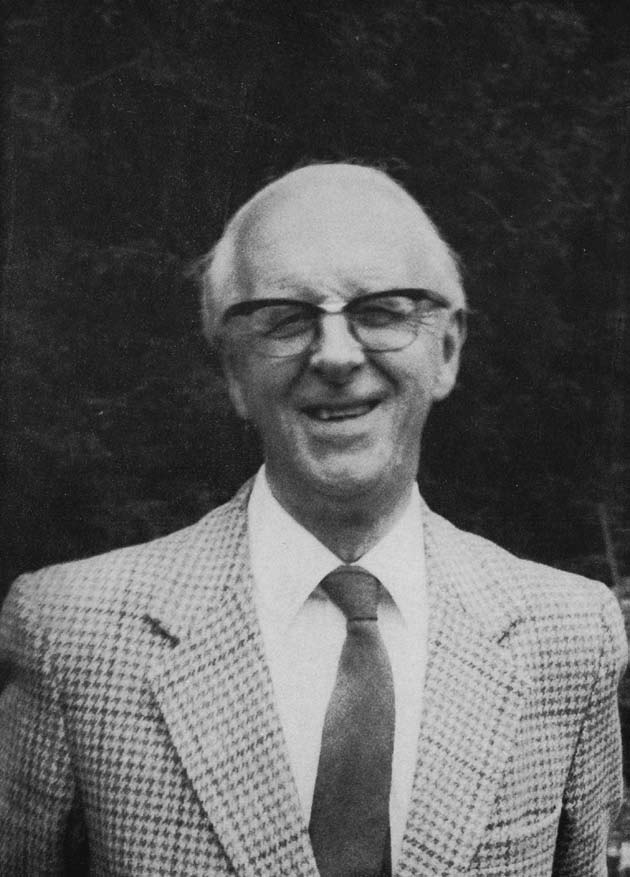

Frank William Walbank (Bingley, 10 december 1909 - 23 oktober 2008) was een Engelse hoogleraar in de oude geschiedenis en archeologie aan de Universiteit van Liverpool.

## Opleiding
Walbank studeerde aan de Universiteit van Cambridge (Peterhouse) literatuur, archeologie en geschiedenis van 1928 tot 1932. Hij specialiseerde zich in de Classical Tripos en bracht op een beurs een zomer in Jena door, waar hij Duits leerde. Hij was daarna een jaar werkzaam als leraar Latijn aan een middelbare school in Manchester. In 1933 schreef hij een monografie over Aratos van Sicyon, een vroeg-Hellenistische staatsman.

## Loopbaan
Walbank doceerde latijn van 1936 tot 1951 aan de Universiteit van Liverpool, eerst als assistant-lecturer, later als hoogleraar (1951) in de oude geschiedenis en archeologie. Hij publiceerde in 1940 een biografie over Phillippus V van Macedonië; dit was het begin van een lange reeks invloedrijke publicaties over de Hellenistische wereld van na Alexander de Grote en voor de definitieve verovering door Rome (323-31 v.Chr.). In 1946 publiceerde Walbank zijn boek The decline of the Roman Empire in the West (herziene uitgave in 1969 onder de titel The awful revolution) en zes jaar later schreef hij het hoofdstuk over Trade and industry under the Later Roman Empire in the West in het boek Cambridge Economic History of Europe.  Gedurende de periode 1957-1979 publiceerde Walbank de drie monumentale delen van A Historical commentary on Polybius. In 1972 kwam zijn monografie Polybius, een weergave van zijn Sather-lectures, die hij in 1971 in Berkeley had gegeven, uit en in 1981 publiceerde hij The Hellenistic World. Walbank schreef hiernaast nog een reeks van artikelen en belangrijke bijdragen aan de Cambridge Ancient History. Hij was een veel gevraagde visiting professor, onder meer in Berkeley, Pittsburgh, Oxford en Princeton; hij was buitenlands lid van de Koninklijke Nederlandse Akademie van Wetenschappen.